# Albert Kindler
Pour les articles homonymes, voir Kindler.
Albert Kindler (né en 1833 à Allensbach et mort le 4 avril 1876 à Meran) est un peintre de genre badois romantique tardif de l'école de Düsseldorf.

## Biographie
Kindler commence sa formation artistique à l'Académie des Beaux-Arts de Munich. Cependant, il s'installe à Düsseldorf en 1856, où il poursuit ses études dans la classe de Carl Ferdinand Sohn à l'Académie royale des beaux-arts de Prusse, alors dirigée par Friedrich Wilhelm von Schadow (1789-1862).
Il commence sa carrière professionnelle dans l'atelier privé de Rudolf Jordan, qui est un élève de Sohn. Kindler, tout comme Sohn et Jordan, fait partie de l'école de peinture de Düsseldorf, dont les œuvres sont utilisées par la bourgeoisie devenue riche avec l'industrialisation pour décorer ses locaux. Cette nouvelle richesse permet également de concurrencer la culture de l'habitat des manoirs et des châteaux de la noblesse.
Compte tenu des espaces réduits des appartements de la classe moyenne, Kindler acquit très tôt une bonne réputation auprès de Jordan avec des peintures de petit format, mais toujours dramatiques et soigneusement réalisées. Ils sont – à part un intermède après un voyage en Espagne - toujours axé sur la maison et en harmonie avec la vie du village ou de la petite ville qui semble encore médiévale. La Forêt-Noire de Bade, la Haute-Bavière et les Alpes tyroliennes lui fournissent le cadre de la vie populaire qu'il a mise en scène. Ses œuvres, comme le tableau Le Petit Braconnier, véhiculent parfois un humour inoffensif. Des scènes idylliques entre les sexes d’un monde qui n’a jamais vraiment existé apparaissent également encore et encore. Parce que ces attributs séduisent beaucoup les goûts d'un large public, Kindler est déjà un peintre de genre à succès de son vivant. Il réalise sa percée avec un tableau qu'il créé en 1859, qui s'appelle d'abord Procession de mariage sur le Rhin et plus tard Après le mariage. Friedrich Oldermann (de) créé une gravure sur acier basée sur une deuxième version du tableau. L. Angerer s'occupe de l'impression et veille à ce qu'une idée de l'art de Kindler atteigne les salons de la petite bourgeoisie. Le succès de la peinture de mariage aide Kindler à obtenir un nouveau succès sur le marché ; il répète le motif dans plusieurs versions. Son succès attire des imitateurs et des plagiaires. Franz Richard Unterberger emprunte presque tout le personnel et l'architecture de la peinture de mariage de Kindler pour son mariage dans le port (1865). Cependant, il est clair que la conception artistique de l'espace et des couleurs de Kindler est loin d'être égalée par celle d'Unterberger. Dans l'œuvre d'Unterberger, une production cohérente, dense et passionnante de personnages aux visages individuels dans un paysage savamment agencé se transforme en une collection de personnages séparés qui détruit l'effet de perspective. Après une vente aux enchères dans la succursale de Christie's à New York, l'original de Kindler trouve sa résidence temporaire et permanente au Brooklyn Museum de New York en 1996.
En 1863, Kinder vit à Düsseldorf au 51 de la Kaiserstraße (de) et à partir de 1865, sa dernière résidence est au 18 de la Goltsteinstraße. Son épouse, née Weyhe, y reste après sa mort.

## Galerie d'œuvres

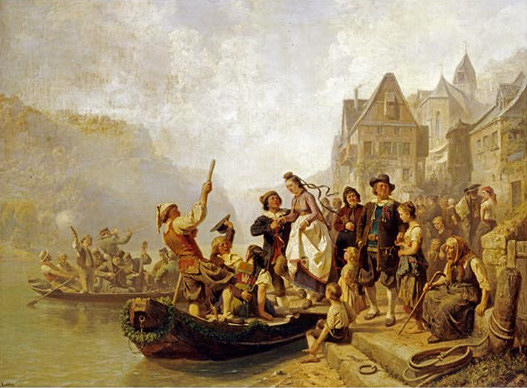
Après le mariage, huile sur toile
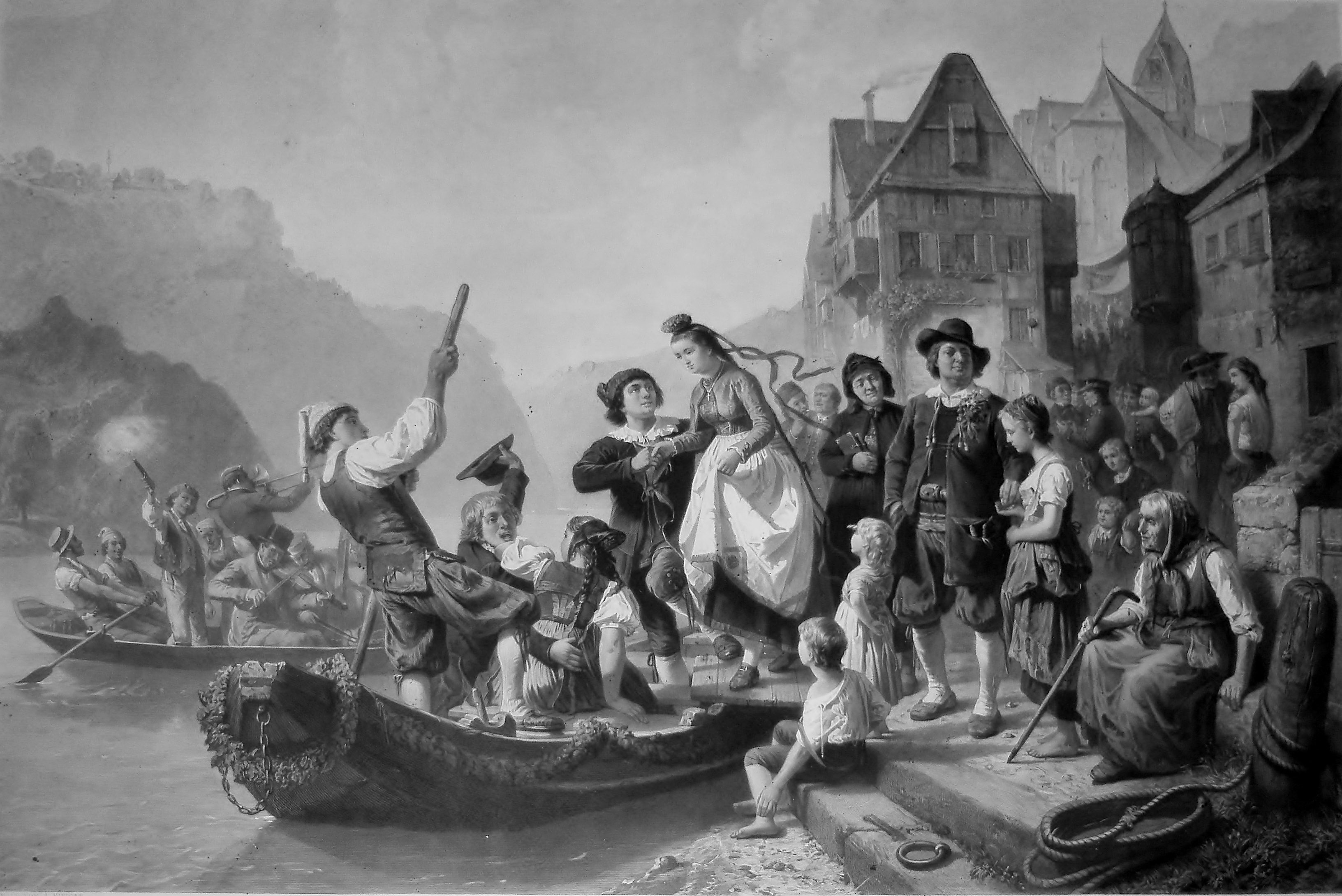
Après le mariage, gravure sur acier de Friedrich Oldermann (de), imprimée par L. Angerer
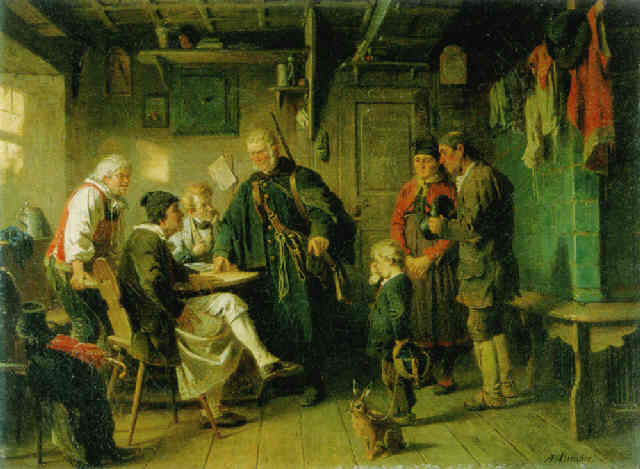
Le Petit Braconnier, huile sur toile
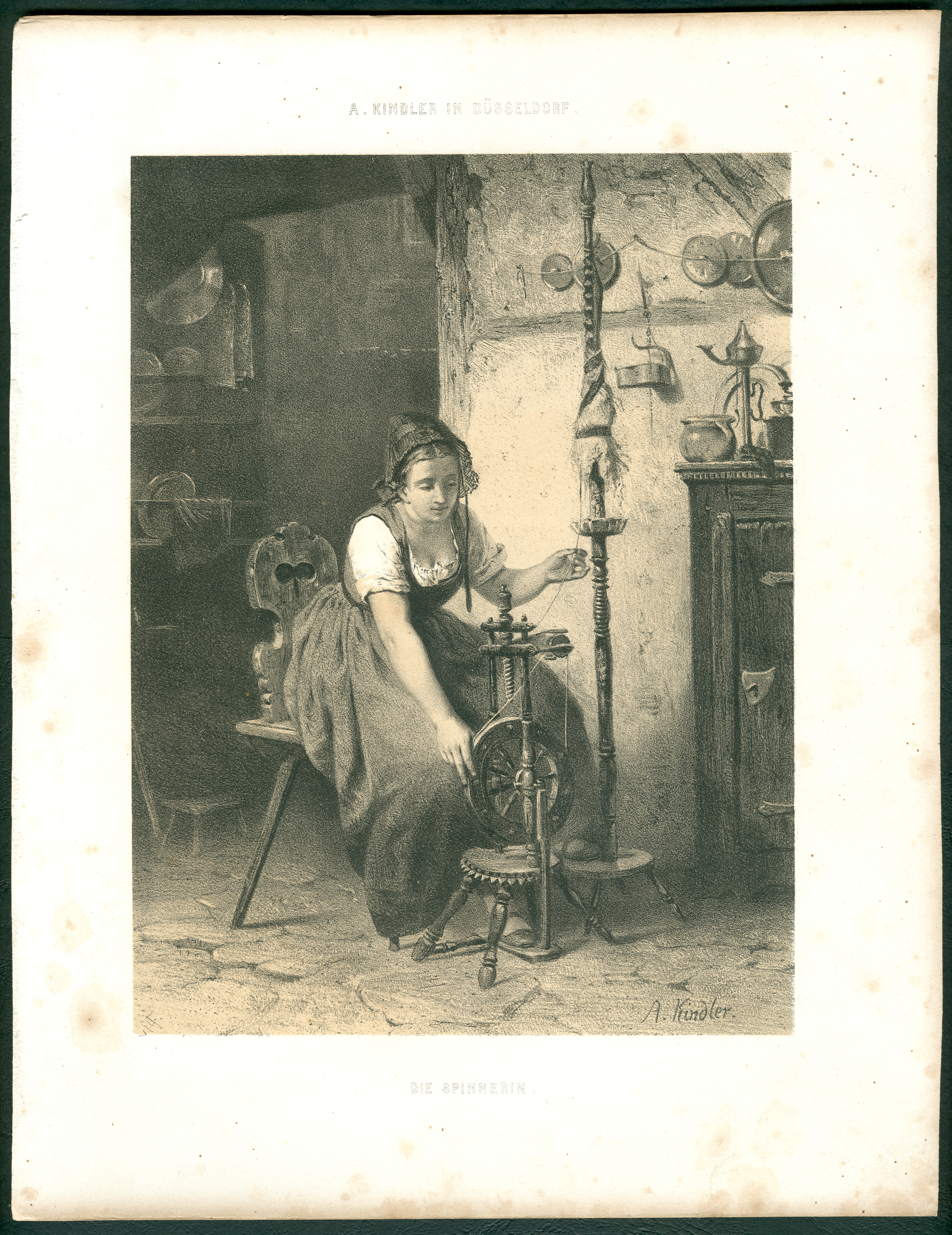
La fileuse, lithographie
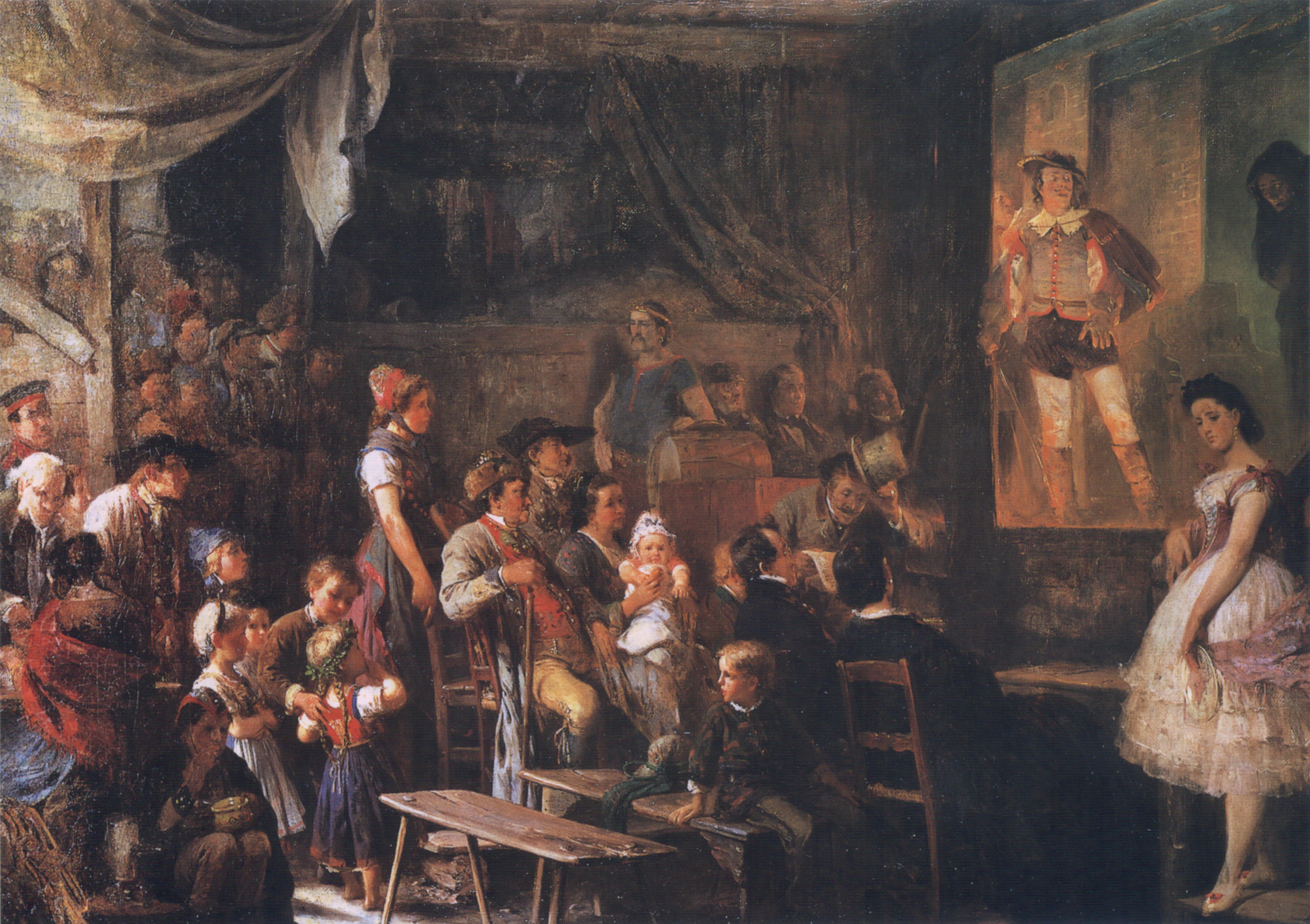
Représentation dans un théâtre paysan, Düsseldorf vers 1870, huile sur toile
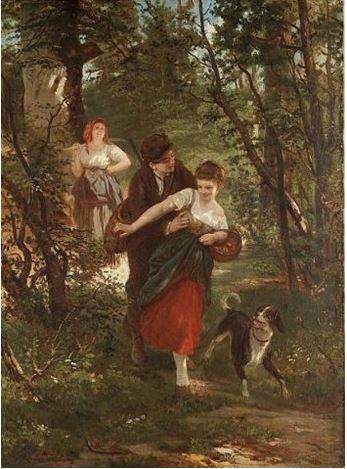
Pris au dépourvu
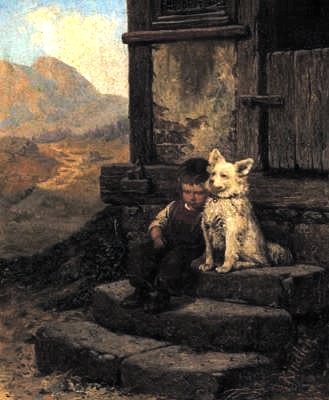
Pointu
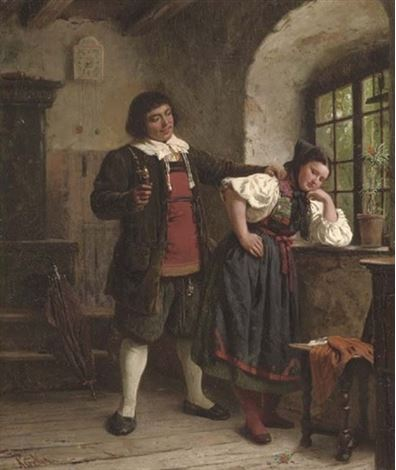
Le jeune couple
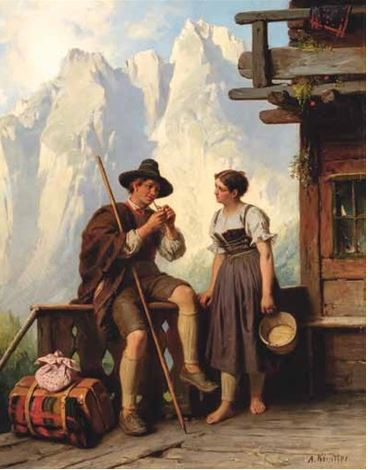
Visite

## Œuvres (sélection)
- Après le mariage (1859) - Le grand tableau d'environ 106 × 145 cm, peint à l'huile sur toile, montre une vue de Sankt Goar au rocher de la Lorelei sous un ciel nuageux estival, dirigée vers un point de fuite en dessous du centre du tableau. Un groupe de personnes qui mettent l'accent sur la perspective y a été intégré avec beaucoup de compétence. Le tableau capture dans des couleurs chaudes le moment où un jeune couple habillé de façon festive, admiré par les enfants, avec une fête de mariage - venant de l'église à flanc de montagne - se prépare à monter à bord du bateau couronné de guirlandes pour traverser le Rhin . Pendant que le marié aide la mariée, qui porte une coiffe ornée de rubans colorés, à monter dans le bateau, le père de la mariée, dans une pose de maire, fait l'aumône à la petite-fille d'une vieille femme assise au premier plan. Les invités se rassemblent en groupes le long du chemin menant à l'église et discutent intensément. La gaieté est assurée par les occupants d'un bateau à rames qui s'élance à l'ombre du bateau des mariés. Ils font de la musique. Un coup de feu part avec un craquement d'un pistolet brandi en l'air. Derrière elle, la rivière et les rochers escarpés de Lorelei se perdent dans la douce brume.
- Le petit braconnier (chasse criminelle), 44 × 59 cm, huile sur toile - Un garçon intimidé avec un lapin en laisse et ses parents attristés sont confrontés par le forestier au pouvoir d'État prussien sous la forme du juge du village, son greffier et l'huissier.
- Théâtre au village
- Visite de l'Alm, 60,5 × 47,5 cm, huile sur toile
- Les lecteurs de lettres, 51 × 63,5 cm, huile sur toile - Une mère réfléchie et sa fille assises à table avec elle sont représentées dans une pièce rustique et confortablement meublée. La fille lit joyeusement une lettre à sa mère. Apparemment, cela vient de son père, qui est parti à la guerre et qui figure en uniforme sur un tableau accroché au mur à côté du crucifix et de l'horloge à pendule.
- L'approche courageuse, 55 × 69 cm, huile sur toile - La vue intérieure d'une ferme montre un élégant voyageur en manteau, fumant nonchalamment un cigarillo, pinçant d'un air taquin la joue d'une servante occupée à faire du beurre. Au fond, le fermier et un homme regardant quelque chose avec une loupe sont assis à table. Chien et chat et toutes sortes d'outils à proximité. Des provisions de nourriture pendent du plafond.
- Une fille lit à son grand-père
- L'examen de mariage
- Jeune agricultrice avec enfant
- L'attente
- Le petit déjeuner
- Le gardien fidèle
- La fileuse, 27,2 × 21 cm, lithographie
- Séance du conseil municipal
- Entrée à la danse
- La femme abandonnée sur la piste de danse, également sous forme de gravure sur acier de JL Raab (1825–1899)
- Le fandango
- Vendeur d'oranges à Grenade
- L'embuscade